# Adults in the Room
Pour plus de détails, voir Fiche technique et Distribution.
Adults in the Room est un film franco-grec réalisé par Costa-Gavras, sorti en 2019.
Il s'agit de l’adaptation du livre Conversations entre adultes. Dans les coulisses secrètes de l’Europe de l'ancien ministre grec Yánis Varoufákis.
L'intrigue prend place en 2015 pendant la crise de la dette grecque et retrace les négociations menées entre le gouvernement de gauche radicale d'Aléxis Tsípras et la Troïka, en vue de remettre en cause les mesures d'austérité. Yánis Varoufákis, alors ministre de l'économie, fait office de principal protagoniste.

## Synopsis
En 2015, à la suite de la victoire du parti Syriza aux élections législatives grecques, le nouveau ministre des finances Yánis Varoufákis a pour mission de négocier une révision du Memorandum of Understanding signé par le gouvernement précédent avec les institutions européennes et internationales et de sortir ainsi son pays d’une grave crise de la dette. Mais, lors des réunions successives de l’Eurogroupe (réunions autour desquelles le film est construit), il se heurte à un refus de toute négociation, à un refus total d'examiner la moindre des propositions qu'il amène pour trouver une issue à la crise grecque, confronté à la volonté des ministres des finances des différents pays de faire un exemple de la Grèce.
En dépit d'un référendum qui donne la victoire au Non au mécanisme d'austérité, Aléxis Tsípras, accepte de signer le Memorandum, et Yánis Varoufákis démissionne cinq mois après son entrée en fonction.

## Fiche technique
Sauf indication contraire, les informations mentionnées dans cette section peuvent être confirmées par la base de données cinématographiques IMDb,  présente dans la section « Liens externes ».
- Titre français : Adults in the Room
- Titre grec : Ενήλικοι στην Αίθουσα / Eníliki stin Éthousa
- Réalisation : Costa-Gavras
- Scénario : Costa-Gavras, d’après le livre Conversations entre adultes. Dans les coulisses secrètes de l’Europe de Yánis Varoufákis
- Photographie : Yórgos Arvanítis
- Montage : Lámbis Charalambídis et Costa-Gavras
- Décors : Philippe Chiffre et Spýros Láskaris
- Musique : Alexandre Desplat
- Production : Alexandre Gavras, Mános Krezías et Michèle Ray-Gavras
- Production déléguée : Kóstas Lambrópoulos
- Sociétés de production : KG Productions, View Master Films (production exécutive en Grèce), Odeon, avec la participation de France 2 Cinéma, Canal+, Ciné+ et Wild Bunch
- Société de distribution : Wild Bunch (France)
- Pays de production : France, Grèce
- Budget : 6,85 millions d’euros[1]
- Langues originales : grec, anglais et français
- Format : couleur — 35 mm — 2,39:1
- Genre : drame biographique et politique
- Durée : 128 minutes
- Dates de sortie :
  - Italie : 31 août 2019 (Mostra de Venise 2019)
  - Grèce : 29 septembre 2019
  - France : 6 novembre 2019

## Distribution
- Chrístos Loúlis (el) (VF : Félicien Juttner) : Yánis Varoufákis, ministre des Finances grec
- Aléxandros Bourdoúmis (el) (VF : Éric Caravaca) : Aléxis Tsípras, Premier ministre grec
- Ulrich Tukur (VF : François Marthouret) : Wolfgang Schäuble, ministre des Finances allemand
- Daan Schuurmans (VF : Arnaud Bedouët) : Jeroen Dijsselbloem, président de l'Eurogroupe
- Dimítris Tárloou (el) : Euclide Tsakalotos, ministre des Finances grec
- Josiane Pinson (VF : elle-même) : Christine Lagarde, présidente du FMI
- Valeria Golino (VF : Olga Grumberg) : Danái Strátou, épouse de Varoufákis
- Aurélien Recoing : Pierre Moscovici, commissaire européen aux affaires économiques et monétaires
- Vincent Nemeth (VF : lui-même) : Michel Sapin, ministre français de l'Économie et des Finances
- Francesco Acquaroli : Mario Draghi, président de la Banque centrale européenne
- George Lenz : le chef de la troïka
- Philip Schurer : George Osborne, ministre des Finances britannique
- Damien Mougin : Emmanuel Macron, ministre français de l'Économie, de l'Industrie et du Numérique
- Aléxandros Logothétis (el) : Mános (Níkos Pappás)
- Chrístos Stérgioglou : Sákis (Ioánnis Dragasákis)
- Cornelius Obonya : Wims
- Thános Tokákis (el) : Yórgos (Chouliarákis)
- María Protópappa (el) : Élena
- Thémis Pánou : Siágas (Spýros Sagiás)
- Kóstas Antalópoulos : l’attaché de presse de Wolfgang Schäuble
- Marína Argyropoúlou : Fénia
- Georges Corraface : l'ambassadeur de Grèce en France
- Adrian Frieling : le ministre des Finances lituanien
- Colin Stinton : Steve

## Production

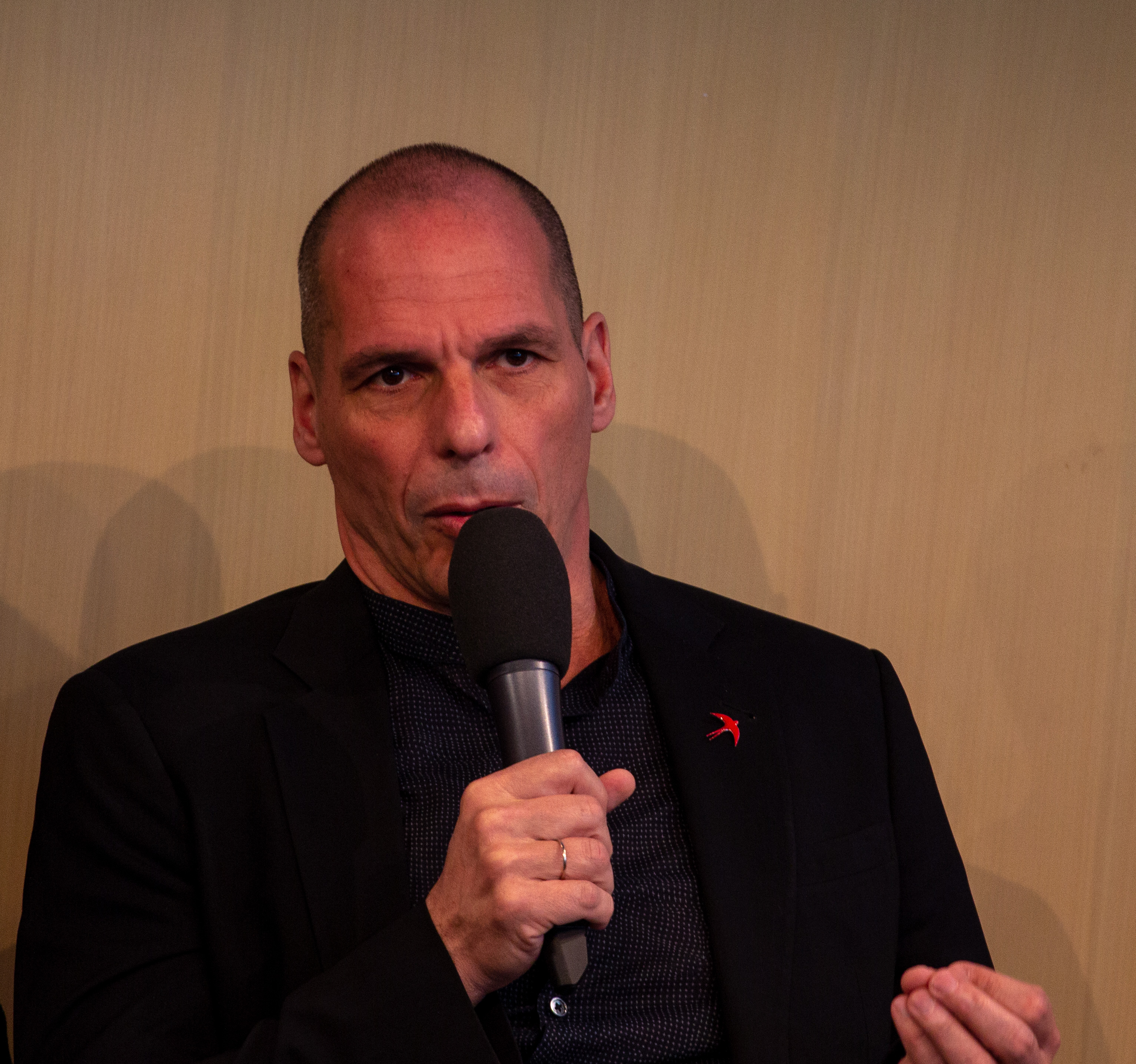
Le film s’inspire d’un livre de Yánis Varoufákis, ici en 2019, qui est par ailleurs incarné à l’écran par Chrístos Loúlis.

Le scénario s’inspire du livre Conversations entre adultes. Dans les coulisses secrètes de l’Europe de Yánis Varoufákis, ancien ministre des finances dans le gouvernement Tsípras I. Costa-Gavras décrit son film comme « une tragédie grecque antique dans les temps modernes. C'est l’histoire d’un pays et de son peuple, prisonnier d’un réseau de pouvoir, le cercle vicieux des réunions de l’Eurogroupe qui ont imposé la dictature de l’austérité à la Grèce ». Costa-Gavras voulait depuis plusieurs années réaliser un film sur la crise grecque et cherchait un sujet :

« En 2007, l’ambassadeur de Chypre en France m’avait prévenu : la Grèce court à la catastrophe. Et deux ans après, toutes ses prévisions étaient réalisées. J’ai très vite pensé à en faire un sujet de film, et j’ai accumulé la documentation sans savoir exactement comment l’aborder. Jusqu’au jour où Michèle (Michèle Ray-Gavras, sa femme et sa productrice) tombe sur un article de Yánis Varoufákis avec ce commentaire : “Je crois que le film est là-dedans”. »

— Costa-Gavras
Le titre vient d'une phrase prononcée par Christine Lagarde lors d'une réunion de l'Eurogroupe : « We need adults in the room ».
Le tournage s’étale sur 12 semaines, d'avril à juin 2019, entre Athènes, Paris, Riga, Bruxelles, Strasbourg, Francfort et Londres.

## Sortie

### Accueil critique
En France, le site Allociné recense une moyenne des critiques presse de 3,5/5.

### Box-office
| Pays ou région | Box-office      | Date d'arrêt du box-office | Nombre de semaines |
| -------------- | --------------- | -------------------------- | ------------------ |
| France         | 142 118 entrées | 21 janvier 2020            | 11                 |
| Total mondial  | 1 007 414 $     | -                          | -                  |

## Distinctions

### Récompense
- Prix Lumières de la presse internationale 2020 : Meilleure musique pour Alexandre Desplat

### Nomination
- César 2020 : Meilleure adaptation

### Sélections
- Mostra de Venise 2019 : sélection hors compétition
- Festival international du film de Saint-Sébastien 2019 : projections spéciales